# لیسا-ماریا موزر
 لیسا-ماریا موزر (انگلیسی: Lisa-Maria Moser؛ زادهٔ ۲۸ مارس ۱۹۹۱) یک تنیس‌باز اهل اتریش است.